# On the Line (2022)
On the Line ist ein US-amerikanischer Thriller von Romuald Boulanger aus dem Jahr 2022 mit Mel Gibson in der Hauptrolle.

## Handlung
Elvis Cooney verlässt seine Frau und seine Tochter, um in der Mitternachtssendung bei KLAT zu arbeiten. Er lernt den neuen Praktikanten Dylan kennen, dem er zu Beginn seiner Schicht einen Streich spielt. Elvis betreibt seine Radiosendung zusammen mit Mary, seiner Telefonistin. Nachdem er eine Weile auf Sendung war, erhält Elvis einen Anruf von einem Mann namens Gary, der behauptet, in seinem Haus zu sein und seine Frau und seine Tochter, Olivia und Adria, als Geiseln zu halten. Als Elvis droht, Gary aus der Sendung zu nehmen, sagt Gary, er werde Elvis’ Familie umbringen.
Gary fährt fort zu erklären, dass Elvis dafür verantwortlich war, dass sich eine frühere Telefonistin, Lauren, aufgrund von Elvis’ Verhalten und groben Witzen ihr gegenüber das Leben nahm. Gary bringt Elvis dazu, in der Sendung zuzugeben, dass er mit Mary geschlafen hat. Dann fordert er ihn auf, auf das Dach zu steigen und zu springen. Dylan, Mary und der Studioangestellte Steven folgen ihm. Dylan versucht, Gary vorzugaukeln, dass Elvis vom Dach gesprungen ist, aber eine Drohne draußen nimmt alles auf. Elvis hört dann zwei Schüsse und nimmt an, dass seine Familie tot ist.
Auf dem Weg aus dem Studio ertönt Garys Stimme aus den Lautsprechern und sagt, dass seine Familie noch lebt und irgendwo im Gebäude bei ihm ist. Elvis erkennt, dass Gary die ganze Zeit im Studio war und ihn auf eine wilde Verfolgungsjagd geschickt hat, damit er Zeit hat, den Wachmann am Eingang zu töten, sich im Gebäude zu verstecken und den ganzen Ort zur Explosion zu bringen. Gary sagt, dass Elvis 40 Minuten Zeit hat, ihn zu finden, bevor alle sterben. Elvis und Dylan bahnen sich ihren Weg durch das Gebäude und versuchen, Gary, Olivia und Adria zu finden. Unterwegs treffen sie auf Tony, einen alten Freund von Elvis, der heimlich Computer aus dem Gebäude gestohlen hat. Gary befiehlt Elvis, ihn zu töten, aber er lässt ihn gehen, und sie ziehen weiter.
Als sie zu einem falschen Versteck geführt werden, offenbart Gary, dass er sie durch die Sicherheitskameras sehen kann. Elvis führt Dylan über einen Weg ohne Überwachungskameras zum Kontrollraum, wo sie nicht Gary, sondern Justin – einen Moderator mit dem von Elvis gewünschten Sendeplatz – mit einer Kugel im Kopf finden. Gary enthüllt dann, dass er sich jetzt mit einer gefesselten Mary und Steven im Aufnahmestudio befindet. Nachdem sie erfolgreich zehn weitere Minuten auf der Uhr gewonnen haben, machen sich Elvis und Dylan auf einem anderen Geheimweg auf den Weg zurück ins Studio. Als sie die obere Etage erreichen, sehen sie Tony im Flur am Hals hängen.
Elvis kann Gary mit einem Teppichmesser festhalten, aber Gary verrät, dass er den Schalter eines Toten in der Hand hält und dass Olivia und Adria auf der Terrasse sind und sich Bombenwesten umgeschnallt haben. Daraufhin erhält Gary einen Anruf von Bruce, einem Mitglied des LAPD-SWAT-Teams, der ihm mitteilt, dass er sich auf der Terrasse befindet und die Sprengsätze nicht entschärfen kann. Gary fordert daraufhin einen Tausch: Olivia und Adria kommen frei, und Dylan nimmt ihren Platz ein.
Bruce, der gezwungen ist, der Forderung nachzukommen, deaktiviert die Westen mit Garys Hilfe, bringt sie ins Studio und reaktiviert sie an Dylan. Gary schießt Bruce in den Kopf und lässt den Schalter des toten Mannes fallen, während alle entsetzt zuschauen, ohne dass etwas passiert.
Elvis und Gary brechen in Gelächter aus und umarmen sich, während alle, die sie für tot hielten, wieder auftauchen, lebendig und gesund. Es stellt sich heraus, dass die ganze Situation ein Streich war, den das ganze Studio Dylan gespielt hat, der schockiert und entsetzt ist. Nachdem Elvis alles erklärt hat, versucht er, eine Reaktion von Dylan zu bekommen, der schweigend geht. Elvis und sein Team jagen ihn zur Tür hinaus, halten ihm das Mikrofon hin und Dylan fällt rückwärts die Treppe hinunter, schlägt sich den Kopf auf und scheint beim Aufprall zu sterben.
Am nächsten Morgen verlässt ein verzweifelter Elvis das Studio und schwört, dass er mit dem Radio fertig ist. Dann stellt sich heraus, dass Dylan, der eigentlich Max heißt, ein Stuntman ist und seinen eigenen Tod als Teil eines Streiches des gesamten Senders vorgetäuscht hat, um Elvis’ Geburtstag zu feiern, den angeblich alle vergessen haben. Elvis ist froh, Dylan/Max lebendig zu sehen, und er sagt seinen Mitarbeitern scherzhaft, sie sollten sich vorsehen, denn sein Rache-Streich wird noch viel schlimmer sein.

## Produktion
Die Dreharbeiten begannen in Paris am 9. Juni 2021.
Im Mai 2022 wurde bekannt gegeben, dass Saban Films die US-Rechte an dem Film erworben hat, der im November 2022 veröffentlicht wurde.

## Rezeption
Der Film hat eine 21%ige Zustimmung auf der Website Rotten Tomatoes, basierend auf 24 Kritiken.